# Yatapoxvirus
A Yatapoxvirus vírusgénusz a Poxviridae családban lévő Chordopoxvirinae alcsaládban. Természetes gazdái a majmok és a bonobók. Két faj van a génuszban. A kapcsolódó betegségek közé tartoznak a hisztiocitómák és a tumorszerű monocitagöbök.

## Taxonómia
A génusz az alábbi fajokat tartalmazza:
- Tanapox vírus
- Yabai majomtumorvírus

## Szerkezet
A Yatapoxvirus vírusai tégla alakúak és burkoltak. Méretük mintegy 200 nm. Genomjaik lineárisak és mintegy 145 kb hosszúak.
| Génusz       | Szerkezet   | Szimmetria | Kapszid | Genom elrendeződése | Genom szegmentációja |
| ------------ | ----------- | ---------- | ------- | ------------------- | -------------------- |
| Yatapoxvirus | Tégla alakú |            | Burkolt | Lineáris            | Egyrészes            |

## Életciklus
Replikációja citoplazmatikus. A gazdasejtbe a vírusfehérjék glükózaminoglikánok tárolásához történő csatlakozásával kezdődik, és ez a vírus endocitózisát teszi lehetővé. A plazmamembránnal való fúziókor magját a citoplazmába engedi. Korai fázisa: a kezdőgéneket a citoplazmában a virális RNS-polimeráz átírja. A korai expresszió a fertőzés után 30 perccel kezdődik. A mag a korai expresszió végén szabad, így a genom szabad a citoplazmában. A köztes fázisban a köztes gének expresszálódnak, mintegy 100 perccel a fertőzés után genomikus DNS-replikációt téve lehetővé. A késői fázis génjei a fertőzés után 140 perc és 48 óra közt expresszálódnak, a szerkezeti fehérjéket létrehozva. Az utódvirionok létrejötte a citoplazmatikus vírusgyárakban kezdődik, gömbölyű, éretlen részecskét létrehozva. E vírusrészecske tégla alakú intracelluláris érett virionná (IMV) fejlődik. Az IMV a sejt lízisekor szabadulhat ki, vagy egy másik kettős membránt kaphat a transz-Golgi apparátusból, és külső burkolt virionná (EEV) alakulhat. Ennek receptorai segítik az endocitózist. A replikáció a DNS-szálelmozdulási modellt követik. Transzkripciója DNS-templátú. A vírus a gazdasejtből okklúziós testekben lép ki a sejthalál után és a következő gazdasejt megtalálásáig fertőzőképes marad. Természetes gazdái majmok és bonobók. Mechanikai úton és érintkezéssel terjednek.
| Génusz       | Gazdaszervezet  | Szövettropizmus | Belépési adatok     | Kiengedési módok | Replikációs hely | Létrejövetel helye | Terjedés            |
| ------------ | --------------- | --------------- | ------------------- | ---------------- | ---------------- | ------------------ | ------------------- |
| Yatapoxvirus | Majmok, bonobók | Nincs           | Glükózaminoglikánok | Lízis, csírázás  | Citoplazma       | Citoplazma         | Érintkezés, rovarok |

## Fordítás
Ez a szócikk részben vagy egészben  a   Yatapoxvirus című angol Wikipédia-szócikk ezen változatának fordításán alapul.  Az eredeti cikk szerkesztőit annak laptörténete sorolja fel. Ez a jelzés csupán a megfogalmazás eredetét és a szerzői jogokat jelzi, nem szolgál a cikkben szereplő információk forrásmegjelöléseként.